# Йохан V (Бранденбург)
Йохан V (на немски: Johann V. „der Erlauchte“, на латински: Illustris; * 1302, † 24 март 1317) от род Аскани, е маркграф на Бранденбург от 1308 до смъртта си.

## Живот
Той е единственият син на маркграф Херман III Дългия (1275 – 1308) и Анна Австрийска (1280 – 1327), дъщеря на римско-немския крал Албрехт I Хабсбургски, херцог на Австрия и крал на Бохемия. По бащина линия е внук на маркграф Ото V († 1298) и на Юдит от Хенеберг-Кобург.
През 1308 г. Йохан последва баща си като съ-маркграф на Маркграфство Бранденбург заедно с братовчед му Валдемар. През 1309 г. сестра му Агнес (1297 – 1334) се омъжва за Валдемар (1281 – 1319), син на маркграф Конрад I (1240 – 1304).
Йохан се жени за Катарина († 1327), дъщеря на херцог Хайнрих III († 1309) от Глогау и Саган и съпругата му Мехтхилд († 1318), дъщеря на херцог Албрехт I от Брауншвайг. С него завършва линията Залцведел на Асканите.
Вдовицата му Катарина се омъжва втори път през 1317/1319 за граф Йохан III фон Холщайн († 1359) и има с него четири деца.